# Norops serranoi
Norops serranoi este o specie de șopârle din genul Norops, familia Polychrotidae, descrisă de Köhler 1999. Conform Catalogue of Life specia Norops serranoi nu are subspecii cunoscute.